# Gnatholabis viridipennis
Gnatholabis viridipennis är en skalbaggsart som beskrevs av Ohaus 1897. Gnatholabis viridipennis ingår i släktet Gnatholabis och familjen Rutelidae. Inga underarter finns listade i Catalogue of Life.